# Karindj
Karindj (in armeno Քարինջ?) è un comune di 747 abitanti (2001) della Provincia di Lori in Armenia.